# Lisipe
Segons la mitologia grega, Lisipe (grec antic: Λυσίππη, Lysippe) va ser una de les prètides, les filles de Pretos, rei d'Argos, i d'Estenebea.
Ella i les seves germanes, per voler comparar-se amb Hera, van ser enfollides per la deessa i es creien vaques. Igual que les seves germanes Ifínoe i Ifianassa, va ser curada per Melamp, que després es casà amb Ifianassa.
Lisipe també és el nom de la dona amb qui es va casar Cèfal, a Cefal·lènia.